# Dieter Breuers
Dieter Breuers (* 5. August 1935 in Haan; † 16. September 2015 in Köln) war ein deutscher Journalist und Schriftsteller.
In Köln und Berlin studierte der aus Düsseldorf stammende Dieter Breuers Geschichte, Germanistik und Amerikawissenschaft. 1992 wurde er als Nachfolger von Jürgen C. Jagla Chefredakteur der Kölnischen Rundschau/Bonner Rundschau.
Bekannt wurde Breuers vor allem durch seine Romane und Sachbücher zu historischen Themen, vor allem dem Mittelalter. Nach dem Motto, er schreibe diese Bücher vor allem für jene, die Geschichte eigentlich langweilig finden und dass Geschichte vor allem aus Geschichten bestehe, erschuf er so spannende und unterhaltsame Werke, denen es dennoch nicht an Kompetenz mangelt. Besonders seine beiden ersten Bücher, Ritter, Mönch und Bauersleut und Sterben für Jerusalem erhielten hohe Aufmerksamkeit, sehr gute Kritiken und wurden zu Verkaufsschlagern.

## Werke
- Ritter, Mönch und Bauersleut. Eine unterhaltsame Geschichte des Mittelalters (1994, 1997, 2004, 2006)
- Sterben für Jerusalem – Ritter, Mönche, Muselmanen und der Erste Kreuzzug (1997, 2000, 2006)
- Fenster, Pfeiler und Gewölbe. Die Geschichte des Kölner Doms (1998, 1999)
- Die glühende Krone. Die Staufer und ihre Zeit (2002, 2005)
- Die Kölner und ihr Dom. Geschichten und Geschichte rund um den Kölner Dom (2004)
- Versklavt und verraten. Der Aufstand der Bauern zu Anfang des 16. Jahrhunderts (2005, 2007)
- In drei Teufels Namen: Die etwas andere Geschichte der Hexen und ihrer Verfolgung (2007, 2009)
- Ich glaub, mich laust der Affe! Deutsche Redensarten in unterhaltsamen Geschichten (2008)
- Colonia im Mittelalter. Über das Leben in der Stadt, Lübbe Verlag, Köln 2011 ISBN 978-3-7857-2424-8